# فضيحة سونغكيونكوان
فضيحة سونغكيونكوان (بالكورية: 성균관 스캔들)‏ هو مسلسل كوري جنوبي من بطولة بارك من يونغ، بارك يوتشون، يو آه إن وسونغ جونغ كي. عرض على قناة كي بي إس 2 في الفترة من 30 أغسطس حتى 2 نوفمبر 2010.

## القصة
تدور أحداث المسلسل في عصر لا يسمح فيه المجتمع للإناث بالتعليم أو العمل، فتتنكر كيم يون هي (بارك من يونغ) في هيئة شقيقها كيم يون شيك من أجل تلبية احتياجات أسرتها. تمر بسلسلة من الوظائف الغريبة، خاصة في مكتبة محلية، قبل أن تُعرض عليها فرصة زيادة دخلها من خلال أن تصبح بديلة للمتقدمين لامتحان القبول في سونغكيونكوان (وهو عمل غير قانوني)، أعلى معهد تعليمي في جوسون. يتم القبض عليها من قبل لي سون جون (بارك يو تشون)، الذي يعترف لاحقًا بمواهب يون هي، بل ويشجعها حتى على الالتحاق بالجامعة. هناك، يجب أن تتحمل الأذى الذي لا نهاية له من الطالب الأكبر سنًا جو يونغ ها (سونغ جونغ كي)، وتتحمل تقلبات المزاج المستمرة لزميلها المتمرد مون جاي شين (يو آه إن)، وتجنب الوقوع في مشاكل مع رئيس هيئة الطلاب الصارم ها إن سو (جون تاي سو)، والحفاظ على سرها من أن يتم اكتشافه، كل ذلك في حين تحاول احتواء مشاعرها المتزايدة تجاه لي سون جون.

## روابط خارجية
- فضيحة سونغكيونكوان على موقع IMDb (الإنجليزية)
- فضيحة سونغكيونكوان على موقع ليتربوكسد (الإنجليزية)
- فضيحة سونغكيونكوان على موقع كينوبويسك (الروسية)
- فضيحة سونغكيونكوان على موقع قاعدة بيانات الفيلم (الإنجليزية)